# Афонсу VI
Афонсу VI (порт. D. Afonso VI o Vitorioso; 21 августа 1643, Дворец Рибейра, Лиссабон, Португалия — 12 сентября 1683[…], Дворец Синтра, Синтра, Португалия) — португальский король в 1656—1683 годах, из династии Браганса. Он был сыном короля Жуана IV и его жены Луизы де Гусман, его мать служила его регентом с момента своего восстания до 1662 года.

## Биография

### Детство
Афонсу родился в семье Жуана IV и Луизы де Гусман. В возрасте трех лет, Альфонс VI перенес тяжелое заболевание центральной нервной системы, которое парализовало левую сторону его тела, и оставившее будущего монарха на всю жизнь психически неуравновешенным. В 1653 Афонсу стал наследником престола после смерти своего старшего брата Теодосио. 
На момент смерти отца ему было 14 лет. Регентство было поручено королеве-матери, которая была умной и решительной женщиной; даже после того, как король стал совершеннолетним она продолжала править.
С детства Афонсу ничем не занимался, плохо учился и не слушался учителей — этому он предпочитал общество уличных мальчишек и участвовал во всех забавах. Став королём, он продолжал прежний образ жизни: разъезжал по городу с молодыми людьми и пьянствовал в кабачках.

### Правление
Поведение молодого короля, не желавшего заниматься государственными делами, вызывало негодование не только у простых людей, но и у придворных. Фаворит Афонсу, итальянский торговец Антонио Конти, приобрел на него большое влияние и настраивал короля против матери. Видя это, королева стала возвышать своего младшего сына Педру (будущего короля Педру II).
В 1662 году во время государственного совета верные королеве вельможи арестовали Афонсу, Конти и других любимцев короля. Но переворот не имел успеха. Афонсу бежал в Алькантеру и начал борьбу против матери. Большинство вельмож и армия перешли на сторону короля. Королева Луиза была вынуждена удалиться в монастырь. Дела правления перешли в руки графа Кастелло Мельора, человека умного и ловкого.

### Брак
В 1666 году Афонсу женился на Марии Франциске Немурской (1646—1683), молодой и честолюбивой дочери герцога Карла Амадея Савойского-Немурского. Но вскоре она разонравилась королю, и он стал открыто пренебрегать женой.

### Конец правления

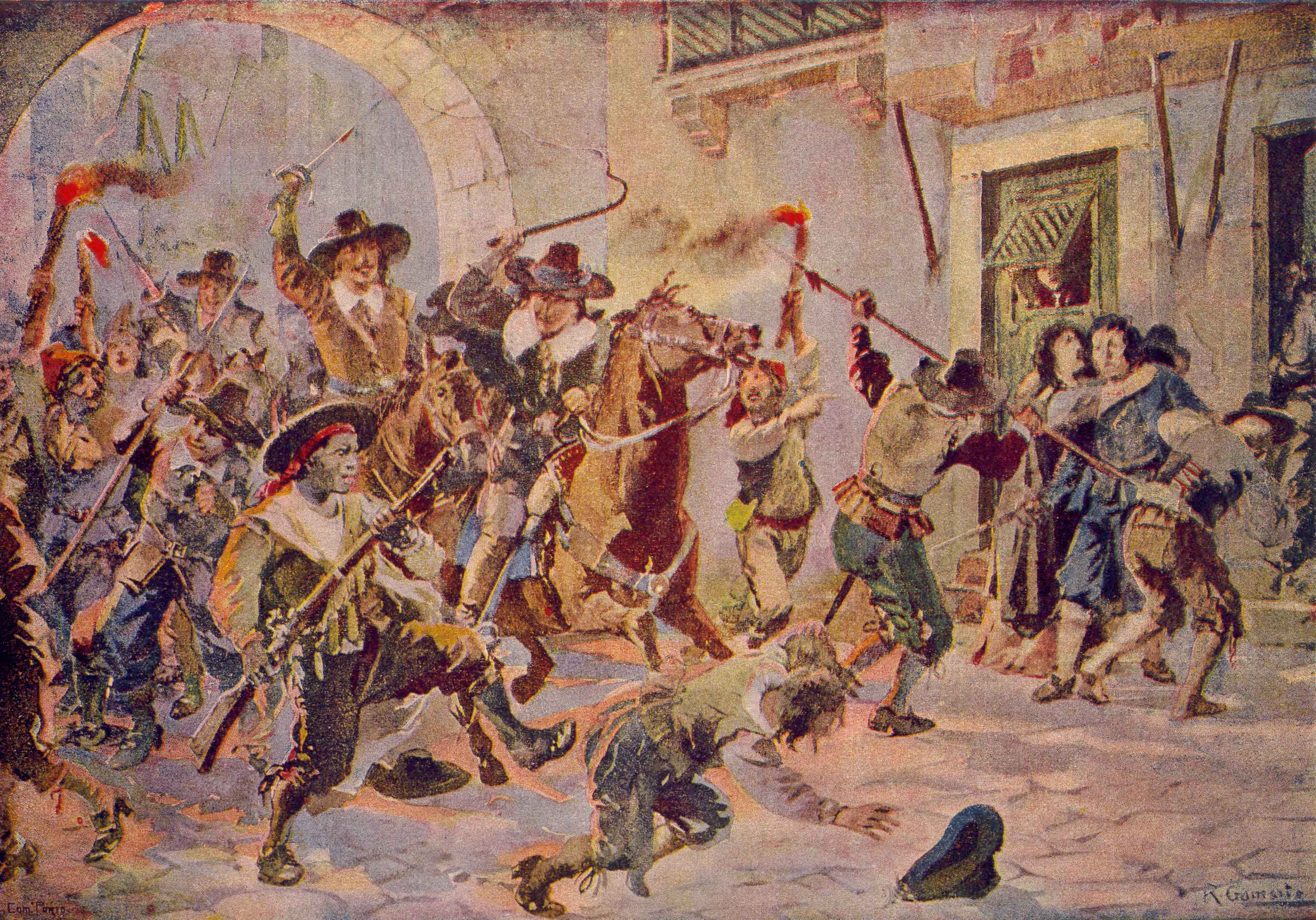
Восстание лиссабонцев. Иллюстрация Альфредо Роке Гамйеро для Quadros da História de Portugal (1917).

Недовольство правлением Афонсу возрастало. За короткое время вокруг младшего брата короля, Педру, сложилась сильная партия, пользовавшаяся поддержкой народа. Вскоре к ним примкнула и королева Мария Франциска, рассорившаяся с мужем.
1 октября 1667 года Педру со своими сторонниками захватил дворец и потребовал, чтобы Афонсу удалил от управления своих фаворитов. Народ, окруживший дворец, требовал того же. Король был вынужден согласиться.
В ноябре 1667 года его принудили отказаться от фактической власти, хотя до конца жизни Афонсу VI формально титуловался королём. Кортесы провозгласили Педру принцем-регентом. Мария-Франциска добилась развода с Афонсу и вышла замуж за Педру II.

### Последние годы
Сначала Афонсу держали под стражей во дворце, потом сослали на Терсейру (Азорские острова), а через несколько лет позволили вернуться в Португалию и поселиться в королевском дворце в Синтре.  Король прибыл в Лиссабон 14 сентября 1674 года и был доставлен во дворец Синтра. В течение девяти лет он жил там, запертый в своих покоях со слугами, которым доверял герцог Кадаваль. В начале 1683 года ему сделали кровопускание, а утром 12 сентября король перенес апоплексический удар, потерял дар речи и вскоре умер. Он похоронен в Пантеоне Браганса в Лиссабоне.